# Сабитова, Дина Рафисовна
Ди́на Рафи́совна Саби́това (настоящее имя Диана; род. 24 мая 1969, в Казани) — русская писательница, прозаик.
По образованию филолог-русист, кандидат филологических наук, работала доцентом в Казанском университете.
Публиковалась в «Книжном обозрении», журнале «Кукумбер». Автор пяти детских книг, призёр премии Заветная мечта 2007 года.
Жила в Подмосковье. Ныне живёт в Коста-Рике.

## Произведения
Хотя произведения Дины Сабитовой адресованы детям и подросткам, они затрагивают достаточно серьёзные темы родительско-детских отношений, сиротства, усыновления, приёмных семей.
- 2007 — «Цирк в шкатулке». Издательство: Самокат. ISBN 978-5-902326-73-1
- 2010 — «Мышь Гликерия. Цветные и полосатые дни». Издательство: Розовый жираф. ISBN 978-5-903497-25-6[3][4]
- 2011 — «Сказки про Марту». Издательство: Мир Детства Медиа. ISBN 978-5-9993-0050-8
- 2011 — «Где нет зимы». Издательство: Самокат. ISBN 978-5-91759-048-6
- 2012 — «Три твоих имени». — М.: Издательство: Розовый жираф. ISBN 978-5-903497-91-1

Книга «Сказки про Марту» была написана по заказу издательства «Мир Детства Медиа» и содержит послесловие психолога для приёмных родителей.

## Отзывы и критика творчества
В 2007 году повесть «Цирк в шкатулке» получила премию «Заветная мечта».
В 2012 году Дина Сабитова вошла в «длинный список» номинантов на литературную премию имени Астрид Линдгрен.
Отрывок из повести «Цирк в шкатулке» вошёл в учебник русского языка для 8 класса.